# Oorlog van koningin Anna
De Oorlog van koningin Anna (Queen Anne's War) was de tweede in een serie van vier Franse en Indiaanse oorlogen, tussen Frankrijk en Groot-Brittannië, die duurde van 1702 tot 1713. De twee koloniale grootmachten bevochten elkaar om de heerschappij over het Noord-Amerikaanse continent. In Europa werd tegelijkertijd de Spaanse Successieoorlog uitgevochten.
In 1702 hadden Engelse troepen de Spaanse nederzetting St. Augustine in Florida veroverd. Om het schiereiland en het gebied rond Charleston, South Carolina te verdedigen, waren er minder troepen om de grens tussen New England en Canada te beschermen. Hierop verwoestten Franse troepen samen met enkele stammen van de inheemse Amerikanen in 1704 Deerfield in Massachusetts (Deerfield massacre). De Engelsen richtten in Spaans Florida een slachting onder de Apalachee-indianen aan.
Britse soldaten veroverden in 1710 Port Royal in de provincie Acadië op de Fransen, waarna het gebied werd hernoemd tot Nova Scotia. Vele Franse bewoners werden verdreven; een aantal van hen vestigde zich in Louisiana, dat toen het zuidelijkste deel van de Franse bezittingen in Noord-Amerika was. In 1712 werd de wapenstilstand getekend; een jaar later werd de Vrede van Utrecht getekend, waarbij Groot-Brittannië Newfoundland, de Hudsonbaai en de eilanden Saint Kitts en Nevis kreeg toegewezen. De vrede duurde tot 1744, toen de Oorlog van koning George uitbrak. Dit was de derde Franse en Indiaanse oorlog.
Het verlies van Acadië zou de Franse bewoners zwaar vallen. Tijdens de vierde Franse en Indiaanse oorlog van 1755 werden ze verplicht het grondgebied te verlaten.